# 海王社
株式会社海王社（かいおうしゃ）は、ぶんか社グループでマンガ事業を行う日本の出版社。

## 雑誌
- GUSH（毎月6日発売、2003年 - [6]）

### デジタルコミック誌
- GUSH mania EX
- &.Emo(アンドエモ)

### 過去に発行していた定期刊行物
- ハイスコア （1986年 - 1990年[7]）※ハイスコアメディアワーク時代
- 噂のエクスプレス（1988年 - 2001年[8]）※1993年ぶんか社より移管
- 特ダネトップ（1991年 - 2004年[9]）※ぶんか社より移管
- コミックウインクル（1995年8月号 - 2000年11月号[10]）
- Cuppa!（1997年 - 2001年[11]）
- Waffle（1997年 - 2000年[11]）※ムック
- ギャルコ!（1998年 - 2001年[12]）
- BuruMANI（2000年 - 2001年[13]）※ムック
- 最高の主婦たち（2001年8月号 - 2015年1月号）
- Chips!（2004年 - 2006年）[14] ※GUSH増刊
- 突撃!アジアン話王[15]
- パチンコ換金王（2005年 - 2006年）[16][17][18]※ムック
- ブランドBargainメンズ（2007年 - 2008年9月号[19]）※アポロコミュニケーションより移管
- ブランドBargain（2007年 - 2016年[20]）※アポロコミュニケーションより移管
- VIBES（編集：有限会社源[21]・2007年 - 2018年）※アポロコミュニケーションより移管、有限会社源へ移管。
- チョベコミ（2010年 - 2012年）[22]※東京三世社より移管
- とびっきりS級OLスーパープレミアム（2010年- 2014年）[23]※東京三世社より移管
- GUSH moetto（2009年 - 2010年）[24] ※GUSH増刊
- チョベリギャル!ハイパー（2011年Vol.1 - 同年vol.3）※ムック
- 四十路妻プラス（2011年Vol.1 - 2014年vol.15）※ムック
- 超絶夫人（2012年 - 2014年7月号）
- Sho→boh（2006年 - 2014年）[25]※ムック
- Kho→boh（2008年 - 2014年）[26]※ムック
- GUSH mania EX（2003年 - 2016年）※アンソロジーコミック
- GUSHpeche（2009年 - 2018年）※アンソロジーコミック
- Chu→boh（2004年 - 2019年[27]）※ムック。楽楽出版に移管、その後文友舎に移管
- Suku→boh（2013年 - 2019年[28]）※ムック。楽楽出版に移管
- 漫画人妻大官能（2015年 - 2019年）※ムック

### 過去に発行していたデジタルコミック誌
- マガジンサイベリア ※楽楽出版に移管、その後ぶんか社に移管
- サイベリアマニアックス ※楽楽出版に移管、その後ぶんか社に移管
- echoz[29]
- GUSH pit

## コミックス・小説レーベル
- GUSH COMICS
  - GUSH mania COMICS
  - GUSH COMICS DX
- &.Emo comics[30]
- アルパカコミックス

### 電子書籍レーベル
- ガッシュ文庫PLUS
- ガッシュ文庫DIGITAL

### 過去の書籍レーベル
- 海王社コミックス
- 海王社文庫
- えちかわ文庫
- ガッシュ文庫
- GUSH NOVELS

## 関連会社
- ぶんか社 - 1948年設立。海王社の親会社にあたる総合出版社。
- 文友舎
- 新アポロ出版 - 2007年設立。ぶんか社の関連子会社（編集業務・広告業務）。